# Илиеску, Думитру
Думитру Илиеску (рум. Dumitru Iliescu; 24 сентября 1865, Дрэгэшани — 1940) — румынский политик и бригадный генерал, начальник румынского Генерального штаба c 25 октября по 5 декабря 1916 года.
Специалист по баллистике. Окончил военную школу офицеров и политехническиую школу в Париже. Активный сторонник вступления Румынии в войну на стороне Антанты. 25 октября 1916 года, после вступления Румынии в войну, сменил генерала Вассиле Зотту (рум. Vasile Zottu) на посту начальника Генерального штаба. Военный министр в правительстве Ионела Брэтиану (14 декабря 1918 года — 1 октября 1919 года). Затем был специальным представителем румынской армии в Париже.